# فيكتوريا بوند
فيكتوريا بوند (بالإنجليزية: Victoria Bond)‏ هي ملحنة أمريكية، ولدت في 6 مايو 1945.